# Спеціалізована загальноосвітня школа № 4 (Горішні Плавні)

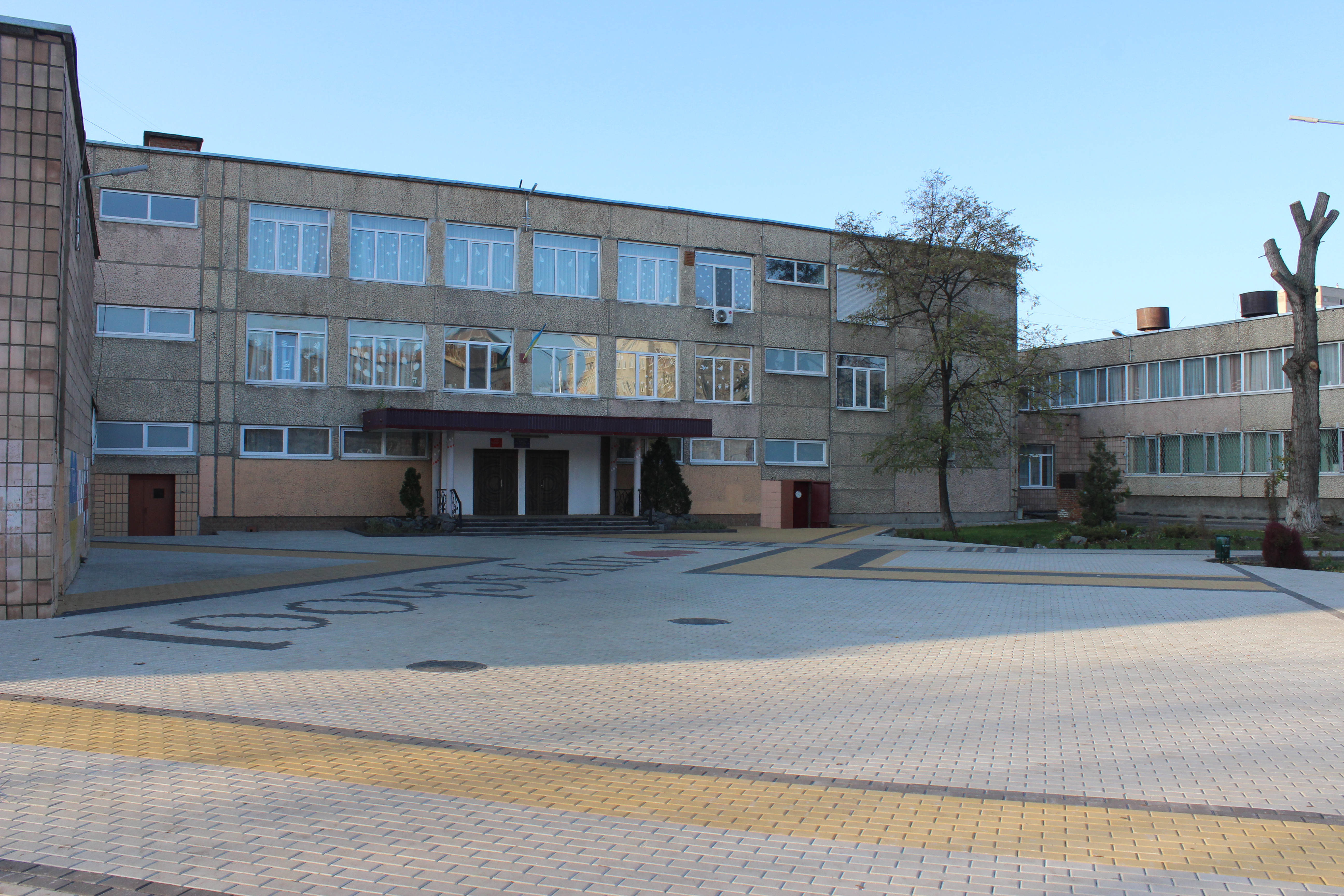
Фасад СЗОШ І-ІІІ ступенів № 4

Спеціалізована загальноосвітня школа І-ІІІ ступенів № 4 з поглибленим вивченням англійської мови — школа в Україні, в місті Горішні Плавні на Полтавщині. Кількість учнів становить 684 особи, 25 класів. Кількість вчителів — 51.

## Історія
Середня школа № 4 була побудована трестом «Кременчукрудбуд» на замовлення ПГЗК. Кошторисна вартість 2 млн. карбованців. Школа була розрахована на 1 тис. 176 учнів. Куратором будівництва була завідувачка міськвно Бугаєвська Людмила Іванівна, вона ж і підбирала кадри. Нею і новим педагогічним колективом було зроблено все, щоб 1 вересня 1978 в школі пролунав перший дзвоник. У день відкриття школи в капсулу було закладено лист нащадкам у 2018 рік. У 1978 році в середній школі № 4 навчалося 1260 учнів 1-9 класів (32 класи) і працювало 80 педагогів.. У 2013 році міською владою з метою підтримки високого рівня вивчення іноземної мови у школі було вирішено обладнати лінгвістичний кабінет..

## Директори школи
| Прізвище, ім'я               | Коротка біографія | Роки на посаді    |
| ---------------------------- | --- | ----------------- |
| Лагута Олексій Степанович    | Народився 15 жовтня 1922 року в с. Великі Будища Гадяцького району Полтавської області. Після семирічки закінчив Гадяцьке педучилище. З 1940 по 1946 рік був на військовій службі, учасник Великої Вітчизняної війни. Після демобілізації закінчив Кримський педінститут. 28 років працював у Криму директором різних шкіл. У 1978 році переїхав до Комсомольська директором СШ № 4 та одночасно будував СШ № 5 , яку очолив у 1979 році. Після 1982 залишився в СШ № 5 вчителем історії до 1989 року. Нагороджений орденом " Трудового Червоного прапора ", медалями « За перемогу над Японією», "20 років перемоги у Великій Вітчизняній війні " (всього 6 медалей), знаком « Відмінник освіти». | 1978 — 1979 рр.   |
| Заславець Микола Іванович    | Народився 14 листопада 1949 року в с. Свиридівка Лохвицького району Полтавської області. Закінчив Свиридівську восьмирічну школу і навчався в Лохвицькому технікумі харчової промисловості, потім у Полтавському педагогічному інституті. Після його закінчення в 1972 році працював рік вчителем фізики на Кіровоградщині, рік — служба в армії, потім ще 3 роки — організатор у школі Грача. У 1977 році переїхав до Комсомольська . Працював рік вчителем математики СШ № 2 , три роки заступником директора та директором СШ № 4 , сім років заступником директора та директором СШ № 5 , дев'ять років завідувачем міським відділом освіти, з 1997 по 2004 року — директора гімназії. Учитель математики вищої категорії « Вчитель- методист», нагороджений значком « Відмінник освіти». | 1979-1981 рр.     |
| Селіванов Олександр Іванович | Народився 1942 року в селі Григорівка Васильківського району Дніпропетровської області в сім'ї робітника. Закінчив шість класів середньої школи № 13 міста Кемерово, з 1957 по 1961 роки навчався в середній школі № 3 м. Ясинувата Донецької області. У жовтні 1961 — серпні 1964 р. — служба в лавах Радянської Армії. З серпня 1964 по червень 1968 навчався в Горлівському педагогічному інституті іноземних мов, після чого за напрямом працював у місті Амвросіївка Донецької області в середній школі № 4 заступником директора і вчителем англійської мови. З 9 жовтня 1973 проживає в м. Комсомольську і працює вчителем англійської мови у восьмирічній школі № 16 (зараз ЗОШ І-ІІІ ст. № 1), а потім в 1976 році переведений на посаду заступника директора з навчально -виховної роботи середньої школи № 5. З 26 серпня 1981 року по 28 жовтня 2003 А. І. Селіванов працював директором середньої школи № 4. | 1981-2003 рр.     |
| Куракіна Алла Михайлівна     | Народилася 2 квітня 1957 р. в с. Підлужжя Кременчуцького району Полтавської області. Закінчила в 1978 році Кіровоградський педагогічний інститут ім. О. С. Пушкіна, математичний факультет. Після закінчення інституту почала педагогічну діяльність у школі № 4: спочатку вчителем математики, а потім заступником директора, з НВР . У 1984 р. переїхала до Латвії, де два роки працювала вчителем математики у м. Рига. У 1986 р . повертається до Комсомольська і 17 років працює заступником директора з НВР в сш № 6, а з 2004 р. — Директор СЗОШ I—III ступенів № 4 з поглибленим вивченням англійської мови. Нагороджена значками « Відмінник освіти» та «За активну участь у розвитку освіти на Полтавщині» Грамотою Міністерства освіти і науки України, має звання «Вчитель- методист». | 2003 — 2017 рр.   |
| Бурлака Лідія Іванівна       | | 2017 — по наш час |

## Заступники директора з науково-виховної роботи (1978—2020рр.)
1. Заславець Микола Іванович
2. Биндич Людмила Михайлівна
3. Анацький Алла Михайлівна
4. Клюшник Тетяна Іванівна
5. Мулько Євгенія Прокопівна
6. Кийло Олександра Іванівна
7. Незвіецька Лідія Григорівна
8. Опятюк Антоніна Іванівна
9. Семенюченко Галина Іванівна
10. Косинська Людмила Іванівна
11. Курочкіна Зінаїда Михайлівна
12. Євсевьєва Олена Степанівна
13. Подлевська Надія Григорівна
14. Невесела Алла Павлівна
15. Сипко Наталія Володимирівна
16. Кулик Валентина Іванівна
17. Кошевка Тетяна Григорівна.
18. Лукаш Світлана Федорівна
19. Бурлака Лідія Іванівна
20. Кащенко Валентина Іванівна
21. Шустєр Катерина Сергіївна
22. Чамкаєва Людмила Олексіївна

## Заступники директора з виховної роботи (1978—2020рр.)
1. Онопченко Валентина Микитівна
2. Славута Тамара Микитівна
3. Мацапура Таміла Володимирівна
4. Волочай Олена Вікторівна
5. Буряк Алла Михайлівна
6. Щербина Лілія Олександрівна
7. Вусик Марина Олександрівна
8. Старушко Маргарита Сергіївна
9. Гривачевська Анастасія Анатоліївна

## Напрями навчально-виховної та методичної роботи школи
Проблема, над якою працює навчальний заклад: Удосконалення професійної майстерності педагогічних працівників шляхом впровадження інноваційних технологій у педагогічну, методичну та виховну роботу:
- використання інтерактивних форм і методів навчання як засіб формування творчої особистості;
- формування художньо — естетичних смаків та інтегрування навчального матеріалу з художнім працею на уроках у початкових класах;
- консультаційний центр англійської мови по роботі з обдарованими учнями;
- виховання майбутніх дипломатів ;
- організація роботи з майбутніми першокласниками «Школа АБВГДейка»[4].

- Спецкурси (англійська мова) (Країнознавство — 4 класи , 97 учнів, Література Англії — 2 класи , 42 учнів, Література США — 2 класи , 55 учнів, Бізнес- курс — 2 класи, 51 учень)
- Курси за вибором (Українська мова, українська література, математика, інформатика, історія Полтавщини, фізична культура, Креслення, Логіка, Російська мова)
- Профільні класи: Філологічний (поглиблене вивчення англійської мови) — 10 — А; 11- А, Б

## Факультативи та гуртки
У школі протягом років діють постійні клуби, які займаються ціннісним та естетичним вихованням молоді:
| Гурток                             | Опис діяльності |
| ---------------------------------- | --- |
| Дебатний клуб «СОКРАТ»             | Заснований у 1997 році. Керівник — Кащенко Валентина Іванівна. Команда клубу вже у 1998 році виграє міські та зональні ігри та отримує ІІІ місце по області. 2000 рік — I місце, 2002 рік — ІІ місце в обласному турі ігор. У 2002 році керівник гуртка Наталя Василівна була обрана в обласну колегію суддів і отримала грамоту від Полтавської обласної державної адміністрації за належний рівень суддівства на обласних змаганнях. Найактивнішими членами дебатного клубу в різні роки були: Асланян Карина, Волошенко Юлія, Ірина Горбатюк, Кашпур Юлія, Карімов Андрій, Лук'яненко Олександр, Стеблівська Тетяна та Трефлова Євгенія. Ці учні вступили в найкращі вищі навчальні заклади України, вони використовували придбані в дебатних іграх навички і стали найкращими студентами своїх навчальних закладів. |
| Фольклорний гурток                 | Рік заснування — 1989. Керівник — вчитель української мови та літератури Галак Валентина Євгенівна. Музичний керівник — вчитель музики Ільченко Володимир Васильович. Мета гуртка — збір народної творчості, поширення українських традицій. Тому учні яких цікавила історія всього старовинного: української пісні, її джерел, обрядів, звичаїв, легенд, переказів — їздили по селах Потоки, Салівка, Дмитрівка, і з уст стареньких записували все, що вони пам'ятали, а потім інсценізували, робили постановки цікавих свят. За одинадцять років існування колективу були відроджені такі свята: « Веснянки», " Ой на Івана, на Купала " « Зелен — свято», « Андрія», « Катерини» . Були відтворені багато забутих обрядів і звичаїв. Довгі роки цей колектив був переможцем міських та районних фольклорних оглядів. А 1992 приніс ІІ місце в області за відроджене «Свято Андрія». Діти виступали на сценах міста, сільських клубів, у військових частинах м. Кременчука, перед працівниками ПГЗК, хлібозаводу, батьками та учнями нашої школи. |
| Театральний гурток «Натхнення»     | Театральний гурток "Натхнення " існує з 2004 року. Керівник — Оп'ятюк Антоніна Іванівна, вчитель української мови та літератури. У 2004—2005 навчальному році здійснюється постановка відомої комедії " Трембіта ". У ній беруть участь учні школи: Шаленко Євген, Коваль Світлана Кузьмін Олександр, Колокольников Владислав, Смирнов Антон, Шимко Юлія, Романова Ірина, Недашківський Денис . Артисти зайняли ІІІ місце в міському конкурсі театральних колективів. 2005—2006 навчальний рік. Комедія М. Старицького "По-модньому " приносить колективу ІІ місце. Талановито грали: Носачів Денис Шаленко Євген, Смирнов Антон, Шимко Юлія, Романова Ірина, Нікітіна Анастасія. 2006—2007 навчальний рік. Міський конкурс театральних колективів. ІІ місце. У комедії М. Кропивницького "Пошіліся в дурні " брали участь: Носачів Денис, Смирнов Антон, Мосьпан Дмитро, Шаленко Євген, Колокольников Владислав, Дунець Ігор, Шимко Юлія, Романова Ірина. Романова Ірина два роки поспіль визнана найкращою виконавицею жіночої ролі і нагороджена грамотами. У 2007—2008 навчальному році оновлений склад театрального гуртка «Натхнення» посів ІІ місце за постановку казки — п'єси Г. Бойка «Про Андрійка і Терпця». |
| Інструментальний ансамбль.         | Інструментальний ансамбль заснований в 1981 році, спочатку як акомпанує колектив для молодшого і старшого хору, а трохи пізніше, в 1985, інструментальний ансамбль виконував народні мелодії і акомпанував фольклорному колективу школи. 1988 року — інструментальний колектив починає виконувати класичну естрадну та інструментальну музику. У репертуарі колективу вальс Арама Хачатуряна до драми Лермонтова «Маскарад», вальс Євгена Доги до кінофільму "Мій ласкавий та ніжний звір " " Танець Із Шаблій " з балету А. Хачатуряна "Гаяне ", музика Зубкова до кінофільму " Циган ", менует з репертуару оркестру Пола Моріа та інші твори. Виконання таких творів стало можливим завдяки наполегливій праці та ентузіазму учнів нашої школи, які не завжди грали на своєму рідному інструменті. Так, піаністка Ірина Романова грала в колективі на контрабасі гітаристка Анна Брусенцева за три місяці не лише засвоїла ксилофон, а й змогла відмінно зіграти найскладніше твір « Танець Із Шаблій». На жаль, після трьох -чотирьох років участі в колективі учні залишають його і на зміну їм приходять нові учасники. Але тих, хто захищав честь школи в різних концертах, конкурсах і оглядах, школа пам'ятає. Це — Пак Роман, Гамджашвілі Ірина, Брусенцева Ганна, Хамчукова Валентина, Федина Ольга, Романова Ірина, Мацапура Даша, Принц Олександр, Іленко Андрій, Вергелесов Сергій, Малиновський Олександр. У міських огляд — конкурсах колектив постійно займає місця в першій трійці інструментального жанру. 2006 приніс I місце інструментальному тріо у міському огляді художньої самодіяльності « Веселка», а після відбіркового зонального конкурсу — II місце на заключному обласному конкурсі.                                          |
| Дитячий поетичний клуб «Пролісок». | Клуб існує в нашій школі з 1995 року. Керівник клубу — вчитель російської мови Непийпиво Наталія Василівна. У роботі клубу беруть участь діти різних вікових категорій, з 1 по 11 класи. Учні вивчають таємниці поезії розвивають і удосконалюють свої поетичні здібності, беруть участь у різних конкурсах. З 2001 -го року члени клубу випускають свій поетичний журнал, в який входять найкращі роботи, створені учнями протягом року. Постійної є і публікація дитячих віршів у шкільній газеті під рубрикою «Проба пера». Учасники клубу мають свої перемоги. Випускниця школи Нетребко Ганна зараз є дійсним членом Спілки письменників міста. Вона вже випустила свою першу книжку «Осіння весна». Член клубу Лук'яненко Олександр став переможцем обласного конкурсу, присвяченого 150-ти річчю від дня народження В. Г. Короленка у номінації «Поезія». Учениця 10-Б класу Гальченко Юлія стала переможцем Всеукраїнського конкурсу учнівської творчості «Ідея Соборності України» у номінації «Література». Вона була запрошена в місто Канів, де отримала грамоту і цінний подарунок. За збірку «Славна моя земля» нагороджена Дипломом переможця Всеукраїнського конкурсу учнівської творчості, присвяченого Шевченківським дням. Нагороду отримала 22 травня 2006 року на Тарасовій горі у м. Каневі від Міністра освіти С. М. Ніколаєнка. Вірші Юлії надруковані в збірці творів найталановитішою учнівської молоді України «Наша доля — Світанок». Дійсний член творчої спілки літераторів «Діалог» у м. Комсомольську. Видала збірку віршів «Думка моя». На конкурсі « Молоді поети Комсомольська» виборола III місце серед поетів у віці до 18 років. Її вірші надруковані у комсомольському поетичному альманасі «Поетична скарбничка-2006». |

Інші гуртки та клуби:
- Хореографія
- Євроклуб «Акцент»
- Вокальні гуртки :

«ДоМіСольки»
«Intermezzo»

## Шкільні ЗМІ
На початку 2002 року ініціативні ентузіасти-старшокласники створили періодичне видання «School times» Перші випуски газети були ще недосконалими, виходили несистематично, рубрики було ще непостійним та й редакційна рада часто змінювався. З 2002 року газету очолив учень школи Олександр Лук'яненко. Його випуски газети сподобалися і учням, і вчителям. Сторінки «School times» поповнилися нотатками учнів, привітаннями з Днем народження та іншими святами. І в газети навіть з'явився спонсор — відомий магазин «Дитячий світ». Олександр заснував і перші постійні рубрики: «Всі зірки», « Під мікроскопом», «Поетичну сторінку» . У 2004 головним редактором газети стала вчитель української мови та літератури Вусик Марина Олександрівна. Газета стала виходити щомісяця, збільшилися кількість сторінок, з'явилися нові рубрики (« Проба пера», «Це цікаво знати», «Шкільні новини»), в редакційний склад увійшли нові журналісти: Скітиба Ганна, Горбова Анна — саме завдяки їх старанням газета стала цікавішою . А неповторний колорит і оригінальний стиль сторінками газети додала Коробська Галина Борисівна. У 2005 році редакція газети " School times " взяла участь у конкурсі шкільних періодичних видань «Голосу молодих», який оголосила київська газета «Позакласний час», і увійшла до тридцятки найкращих шкільних газет України.
Окрім цього у школі діє «Шкільний канал STV -class». 
Із 2015 року заснований у школі новий сайт (http://sch4.at.ua [Архівовано 4 березня 2022 у Wayback Machine.]). Адміністратор сайту Кладченко Іван.

## Гордість школи
Учні школи досягають значних показників у навчальній та науковій роботі. Окремі з випускників школи зробили внесок у розвиток спорту, мистецтва країни:
- Большакова (Амшеннікова) Ірина  — спортсменка, фіналістка Олімпійських ігор, багаторазовий призер чемпіонатів світу та Європи, чемпіонка та рекордсменка України з плавання (вчитель — Омельянец Л. Я., тренер — Стокоз О. В.).
- Вергун Вадим  — майстер спорту України, призер чемпіонату світу, чемпіон України, з веслування на каное (тренер — Мацапура М. І.)
- Гребенюк Олександр  — кандидат у майстри з футболу ; гравець команд майстрів «Кривбас», «Поліграф техніка».
- Зуєва Олеся  — кандидат у майстри з тріатлону; чемпіонка області, призер юнацьких ігор України.
- Євстропов Всеволод  — майстер спорту України, чемпіон країни в пауерліфтінгу.
- Корінна Оксана  — переможниця першості України, майстер спорту України з боротьби дзюдо (вчитель — Федоренко Ю. А. , тренер — Кікоть В. А.).
- Коровяковский Денис  — чемпіон України з бодибілдингу.
- Кулик Артем  — кандидат у майстри вітрильного спорту; чемпіон області та України.
- Луговий Роман  — майстер спорту міжнародного класу, призер чемпіонату Європи, чемпіон України, з велосипедного спорту, велогонщик-професіонал (вчитель — Федоренко Ю. А., тренер — Долинський С. П.).
- Лук'яненко Олександр — поет, письменник, науковець
- Мацапура Дарина  — I розряд бадмінтону, чемпіонка області призер республіканських змагань.
- Педина Артем  — кандидат у майстри з фрі-файту чемпіон України.
- Прач Олександр — має I розряд з плавання, чемпіон області, призер республіканських змагань.
- Протченко Петро  — майстер спорту СРСР, України та Росії, чемпіон і призер першості цих країн переможець міжнародних турнірів різного класу з боротьби дзюдо (вчитель — Омельянец Ю. В., тренер — Кікоть В. А.).
- Сахно Олексій  — майстер спорту міжнародного класу, переможець і призер чемпіонатів світу, Європи та України з кульової стрільби (вчитель — Федоренко Ю. А. тренер — Безпалько Е.).
- Сивкови Антон та Олександр — кандидати до збірної країни; обидва виконали нормативи КМС; чемпіони області, призери першості України з веслування.
- Ткачук Ігор  — майстер спорту СРСР, переможець і призер чемпіонатів СРСР і України, призер міжнародних регат — вітрильний спорт (тренер — Болотников К. І.)
- Шемаров Володимир  — майстер спорту України, призер чемпіонату світу, переможець міжнародних і республіканських турнірів, з фрі-файту, працює тренером (вчитель — Федоренко Ю. А.).
- Федоренко Олександр  — кандидат у майстри спорту з дзюдо, призер республіканських турнірів, чемпіон області, працює тренером.

## Гімн школи
Гімн школи: 
Яка чудова четверта школа: 
У Горішніх Плавнях-на-Дніпрі.
Крокують радо в ранкову пору,
Ідуть до школи школярі.
Приспів:
Школа наша рідна,
We are glad to meet you,
Every morning greet you,
Dear school.
Спішимо до тебе,
Як журавлик в небо,
Хочемо отримати
Міцні знання.
Дніпро-Славута тут котить хвилі,
Найкращі в світі ці береги.
Любити край свій з дитинства милий: 
Мене навчаєш, школо, ти.
Приспів.
Англійська мова у нас — основа,
We like it very much завжди.
Хай слава лине по Україні,
Навіки в серці будеш ти.
Приспів